# Condylarthra
 (avril 2017).
Si vous disposez d'ouvrages ou d'articles de référence ou si vous connaissez des sites web de qualité traitant du thème abordé ici, merci de compléter l'article en donnant les références utiles à sa vérifiabilité et en les liant à la section « Notes et références ».
Ordre
L'ordre des Condylarthra (Condylarthres en français) est constitué de placentaires de l'ère tertiaire. Cet ordre paraphylétique regroupe les ancêtres de nombreux ongulés modernes. On y comptait également les Paenungulata, mais des analyses génétiques ont invalidé cette hypothèse.
Leur nom se réfère à leurs articulations calleuses (« condylus » + « arthros »). Au cours du Paléocène et de l'Éocène les condylarthres étaient répartis sur tout le globe, y compris dans les continents australien et sud-américain qui étaient alors isolés. 
Les condylarthres étaient un groupe très diversifié avec plusieurs familles et un grand nombre de genres et d’espèces. Certains genres étaient de petits insectivores (par exemple Haplaletes), d'autres des omnivores arboricoles (par exemple Chriacus) et d'autres étaient de grands animaux végétariens vivant au sol (par exemple Phenacodus).

## Évolution
Les premiers condylarthres se sont développés au cours du Crétacé. Il s'agissait à l'époque de petits omnivores, qui vivaient parmi les dinosaures. Un exemple de condylarthre mésozoïque et cénozoïque est Protungulatum de la fin du Crétacé et du début du Paléocène (Amérique du Nord). Cet animal à l'allure d'un agouti possédait des dents qui étaient déjà plus ou moins adaptées à la consommation de fruits et de feuilles tendres. Du fait de l'extinction massive à la fin du Crétacé, il y a 66 millions d'années, diverses niches écologiques devinrent vacantes et les condylarthres devinrent les principaux végétariens. Quelques groupes conservèrent toutefois l'ancien mode d'alimentation omnivore. Au cours de l'Éocène les condylarthres furent évincés par les ongulés proprement dits.
On considère les condylarthres comme les ancêtres possibles de divers groupes d'Ongulés apparus plus tard. À l'heure actuelle, il est toutefois difficile de dire précisément quelle famille est à l'origine de quel groupe d'ongulés, mais pour l'instant on conjecture :
- que les Arctocyonidés ont pu évoluer pour devenir des Mésonychidés et des Artiodactyles ;
- que les Phenacodontidés peuvent être les lointains ancêtres des Périssodactyles ;
- et que les Mioclénidés ont pu évoluer en Litopternes en Amérique du Sud.

## Liste des familles
- Arctocyonidae
- Didolodontidae
- Hyopsodontidae
- Mioclaenidae
- Peligrotheriidae
- Periptychidae
- Phenacodontidae
- Sparnotheriodae
- Tingamarroididae